# Cónclave de 1378
El cónclave de 1378 fue constituido luego de la muerte de Gregorio XI, siendo la primera elección que se realizaba en Roma luego del llamado Papado de Aviñón, durante el cual se mantuvo la sede papal en Francia. Este cónclave fue una de las causas inmediatas del posterior Cisma de Occidente, que dividiría a la Iglesia católica por cerca de 40 años.
Este cónclave fue uno de los más cortos en la historia de la Iglesia Católica, además de ser uno de los primeros realizados en la Basílica de San Pedro, ya que anterior al Papado de Aviñón, las elecciones y cónclaves en Roma se llevaban a cabo en la Basílica de San Juan de Letrán, por lo menos desde 1159.

## Contexto
Gregorio XI murió el 26 de marzo de 1378 en Roma, después de haber regresado desde Aviñón persiguiendo intereses territoriales sobre los Estados Pontificios, producto de la guerra de los Ocho Santos. Aunque los cardenales franceses constituían una mayoría en el Colegio de Cardenales debido al anterior papado de Aviñón, éstos sucumbieron a la voluntad del pueblo romano, que exigía la elección de un pontífice italiano. El sexto y último no-cardenal en ser elegido Papa fue Bartolommeo Prignano tomó el nombre de Urbano VI.

## Cardenales electores
Solamente 16 del total de 23 cardenales participaron en el cónclave. Dos posibles cardenales (Piero Tornaquinci y Pietro Tartaro) no se les permitió entrar. De los ausentes, 6 permanecieron en Aviñón y Jean de la Grange se ausentó totalmente.

### Presentes
- Pietro Corsini. Era vicedecano del Colegio Cardenalicio.
- Jean du Cros. Era gran penitenciario.
- Guillaume d'Aigrefeuille, el joven, O.S.B. Era Camarlengo del Colegio Cardenalicio.
- Francesco Tebaldeschi
- Bertrand Lagier, O.F.M.
- Roberto de Ginebra
- Simone Borsano
- Hugues de Montelais, el joven
- Gui de Maillesec
- Pierre de Sortenac
- Gérard du Puy, O.S.B.
- Giacomo Orsini
- Pierre Flandrin. Era vicario de Roma.
- Guillaume Noellet
- Pierre de Vergne
- Pedro Martínez de Luna y Gotor

### Ausentes
- Pierre de Monteruc
- Jean de Blandiac
- Gilles Aycelin de Montaigu
- Hugues de Saint-Martial. Protodiácono y arcipreste de la Basílica Vaticana.
- Ange de Grimoard, C.R.S.A. Decano del Colegio Cardenalicio y arcipreste de la Basílica Laterana.
- Guillaume de Chanac, O.S.B.
- Jean de la Grange, O.S.B.

## La elección

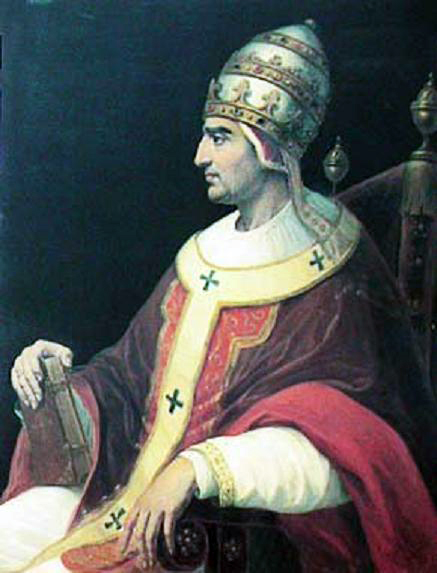
Gregorio XI.

Antes de morir, Gregorio XI aflojó sustancialmente las leyes del cónclave, dando instrucciones específicas a los cardenales para comenzar el proceso inmediatamente a su muerte, en lugar de esperar los nueve días prescritos para los funerales, evitando así la formación de partidos dentro del Colegio. Además les dio permiso a los cardenales para celebrar, si fuera necesario, el cónclave fuera de Roma, y mudarse de lugar tantas veces como fuera necesario. Finalmente, suspende el requisito de los dos tercios para ser electo, sustituyéndolo por el de la mayoría (en el original, una declaración ambigua).
A pesar de los deseos de Gregorio, los cardenales se encontraban divididos en tres facciones: la primera que englobaba a los cuatro cardenales italianos (dos romanos, un florentino, y un milanés), la segunda constituida por los siete cardenales de Limoges, y finalmente la tercera formada por los cinco cardenales franceses restantes. El cónclave no pudo comenzar sin un día de retraso, fruto de una fuerte tormenta que azotó Roma, y posteriormente por el deseo de los cardenales de Limoges de salir de la ciudad, tal como había permitido el fallecido Gregorio, pero fueron persuadidos por el resto del Colegio bajo las palabras de que tal acto pondría en peligro a todos ellos. Apenas a la medianoche del segundo día los encargados del cónclave lograron expulsar a todas las personas que no estaban autorizadas a estar durante el proceso.
Según la Enciclopedia Católica, incluso Roberto de Ginebra (futuro antipapa Clemente VII) y Pedro Martínez de Luna y Gotor (futuro antipapa Benedicto XIII) se encontraban entre los que votaron por Prignano. Prignano había vivido en Francia, hecho que podría haber sido clave para lograr la simpatía de los electores franceses. La elección fue supuestamente unánime, con la excepción de Giacomo Orsini, quien afirmó que no era lo suficientemente "libre" para votar.

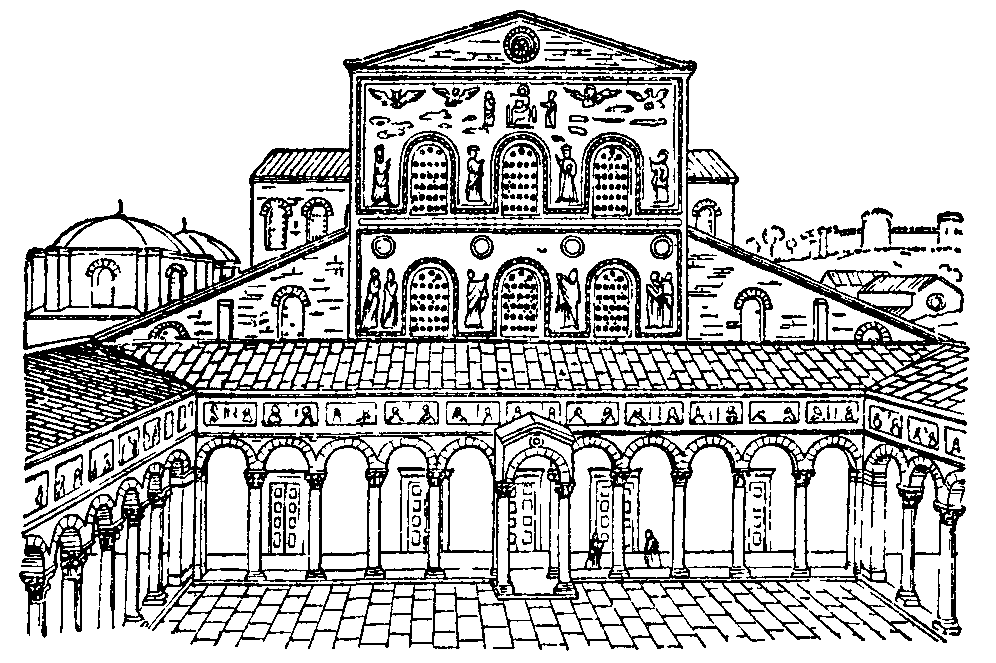
Antigua Basílica de San Pedro, según ilustración de la Enciclopedia Católica de 1911.

Prignano fue acompañado por otros varios prelados (para ocultar la identidad del seleccionado) al Vaticano para aceptar su elección. Mientras tanto comenzó a reinar la confusión luego de que el cardenal Orsini anunciara el Habemus Papam sin identificar a Prignano. Tras la celebración de las elecciones, el pueblo romano entró a la Basílica, bajo la impresión de que el anciano cardenal romano Tebaldeschi (que había quedado en posesión de la insignia papal) había sido elegido, impresión de la cual el resto cardenales no se retractaron mientras huían a sus celdas. Los cardenales que quedaron informaron luego a la multitud de la elección de Prignano que estaba escondido en la "habitación más secreta posible" hasta que su elección pudiera ser anunciada.

## Secuelas
El septiembre que siguió a la elección, los cardenales franceses se reunieron en Aviñón y en Fondi, y eligieron a su propio Papa: Clemente VII, quien había ganado el apoyo de 13 de los 22 integrantes del Colegio Cardenalicio (hacia esa época, el cardenal Tebaldeschi había fallecido).